# Jørgen Jørgensen (filosof)
Jørgen Jørgensen, född den 1 april 1894 i Skive, Danmark, död den 30 juli 1969 i Köpenhamn, var en dansk filosof och professor.

## Biografi
Jørgensen föddes och växte upp i en prästfamilj och tog studentexamen 1912 på Sorö Akademi och magisterexamen i filosofi 1918. Han var sedan sekreterare i Jern- og Metallindustriens Sammenslutning 1919 – 26, innan han 1926 blev professor i filosofi vid Köpenhamns universitet, en plats han innehade till 1964. Från 1937 var han medlem av Institut International de Philosophie.
Jørgensen bekände sig till logisk positivism och anslöt sig till Wienerkretsen, en organisation som upplöste sig själv i slutet av 1930-talet. Från 1950 var han ledare för Landsföreningen till Samverkan mellan Danmark och Sovjetunionen och för landsföreningens Köpenhamnsavdelning från 1951. Hans förhållande till kommunismen vållade honom en del kritik och motstånd i hans filosofiska karriär. I hans arbeten kan också ses en konflikt mellan hans positivistiska hållning å ena sidan och den marxistiska inställningen å den andra.
I verket A Treatise of Formal Logic (1 – 3, 1939) introducerade han den symboliska logiken i Danmark. Som varm anhängare till den logiska empirismens idéer, ville han även upprätta en psykologi på biologisk grund.

## Hedersbetygelser
Under sin karriär erhöll Jørgensen
- Universitetets guldmedalj för filosofisk pristävling, 1913,
- Videnskabernes Selskabs guldmedalj för filosofisk pristävling, 1924,
- G. E. C. Gads Fonds Hederspris, 1964,
- Hedersdoktorat vid Köpenhamns universitet, 1966.